# لونجافي
لونجافي (بالإسبانية: Longaví)‏ هي مدينة وبلدية في تشيلي تقع في محافظة ليناريس ، في إقليم مولي .

## الجغرافيا
تبلغ مساحة البلدية 1،453.8كم2 (561 ميل مربع) ويحدها ليناريس في.الشمال وريتيرو و بارال في الجنوب وسان خافيير من الغرب وكولبون من الشرق. يفصل نهر أتشيبوينو لونجافي عن ليناريس بينما يفصله نهر لونجافي عن ريتيرو. تقع المدينة على الأيسر لنهر ليغواي ، في السهل المركزي الخصب ، وتقع 316كم (196ميل) جنوب سانتياغو ، عاصمة تشيلي ، و18كم (11ميل) إلى الجنوب من ليناريس ، عاصمة المحافظة.
- تحتل سفوح جبال الأنديز الجزء الشرقي من البلدية. التضاريس هناك جبلية وتلال ، مع مناظر طبيعية جميلة ، وغابات كثيفة على التلال. من بين الجبال المغطاة بالثلوج جبل لونجافي ، وهو بركان طبقي ، لجماله وشكله المخروطي المميز. وهو منظر ذو مناظر خلابة يمكن رؤيتها من كل نقطة تقريبًا في السهل المركزي للمحافظة والمناطق المجاورة لها.

## الإقتصاد
تشكل الزراعة ، ولا سيما زراعة الأرز والحبوب الأخرى ، النشاط الاقتصادي الرئيسي في لونجافي .